# Chatham, Massachusetts
Chatham, kommun (town) i Barnstable County, Massachusetts, USA med cirka 6 625 invånare (2000). Den har enligt United States Census Bureau en area på 63,2 km².